# Komorów (Świdnica)
Komorów (deutsch Cammerau, auch Kammerau) ist ein Ort in der Landgemeinde Świdnica im Powiat Świdnicki der Woiwodschaft Niederschlesien in Polen.

## Lage
Das Dorf liegt etwa sechs Kilometer westlich von Świdnica (Schweidnitz) an der Straße nach Świebodzice (Freiburg in Schlesien). Nachbarorte sind Mokrzeszów (Kunzendorf) im Westen, Witoszów Dolny (Nieder Bögendorf) im Süden, Milikowice (Arnsdorf) im Norden, Słotwina (Schönbrunn) im Osten.

## Geschichte
Cammerau bestand früher aus den Anteilen Ober- und Nieder-Cammerau. Besitzer waren: 1408 Hans von Schindel, 1412 der Ratsmann zu Schweidnitz Nickel Tscheche, 1415 Gotsche Schaf, 1439 Jorge Saulz, 1470 Hans Tscheche, 1473 George Heyde, 1483 Hans und George Saulz, 1498 Paul Herden, 1536 und 1548 Christoph von Kuhl, 1548 Balzer von Kuhl, 1550 Abraham und Balzer von Kuhl, 1568 Hans von Kuhl, 1594 Hans von Gellhorn, 1619 George von Gellhorn, 1621 Leonhard von Gellhorn, 1656 Joachim von Gellhorn, 1672 Hans Heinrich von Gellhorn, 1711 Hans Ernst von Trutschler, 1737 Frau Katharina Charlotte Gräfin von Nostitz geb. von Rhediger, 1745 Hans Ernst von Gellhorn und Pfiederwitz auf Kunzendorf und schließlich seit 1784 Ernst Karl von Gellhorn und Pfiederwitz.
Nach dem Ersten Schlesischen Krieg fiel Cammerau an Preußen und wurde Teil des Landkreises Schweidnitz. Cammerau war evangelisch zur Friedenskirche Schweidnitz gepfarrt. In der 1750 gegründeten Schule unterrichtete zeitweise ein Lehrer 104 Kinder. 1785 zählte das Dorf zwei Vorwerke, eine Schule, 15 Gärtner, 12 Häusler, und 225 Einwohner. Ende des 19. Jahrhunderts hatte Cammerau 504 Einwohner, eine holländische Windmühle, eine Dominialmühle und ein Dominium zu dem das etwa 1 km westlich gelegene sogenannte Klinkenwerk gehörte. 1874 wurde aus den Landgemeinden Cammerau und Schönbrunn der Amtsbezirk Cammerau gebildet.
Amtsvorsteher von Cammerau war von 1874 bis 1880 der Universitätsbuchhändler und Rittergutsbesitzer Wilhelm Hirt (1847–1908), Nachfahre des Verlegers Ferdinand Hirt und selbst verheiratet mit Magdalene Websky. Ihre Tochter Margarete wurde Erbin von Gut Cammerau und durch Heirat mit Robert von Keyserlingk zur Gräfin. Graf Keyserlingk nannte sich von Keyserlingk-Cammerau, obwohl seine Frau die Gutsherrin war. Gut Cammerau mit dem Helenevorwerk, in Familienbesitz seit 1841, hatte eine Gesamtgröße von 432,6 ha, Bevollmächtigter Robert Kraf Keyserlingk, Eigentümerin Margarete Gräfin Keyserlingk, geb. Hirt.
Als Folge des Zweiten Weltkriegs fiel Cammerau mit dem größten Teil Schlesiens 1945 an Polen. Nachfolgend wurde es durch die polnische Administration in Komorów umbenannt. Die deutschen Einwohner wurden, soweit sie nicht schon vorher geflohen waren, vertrieben. Die neu angesiedelten Bewohner stammten teilweise aus Ostpolen, das an die Sowjetunion gefallen war.

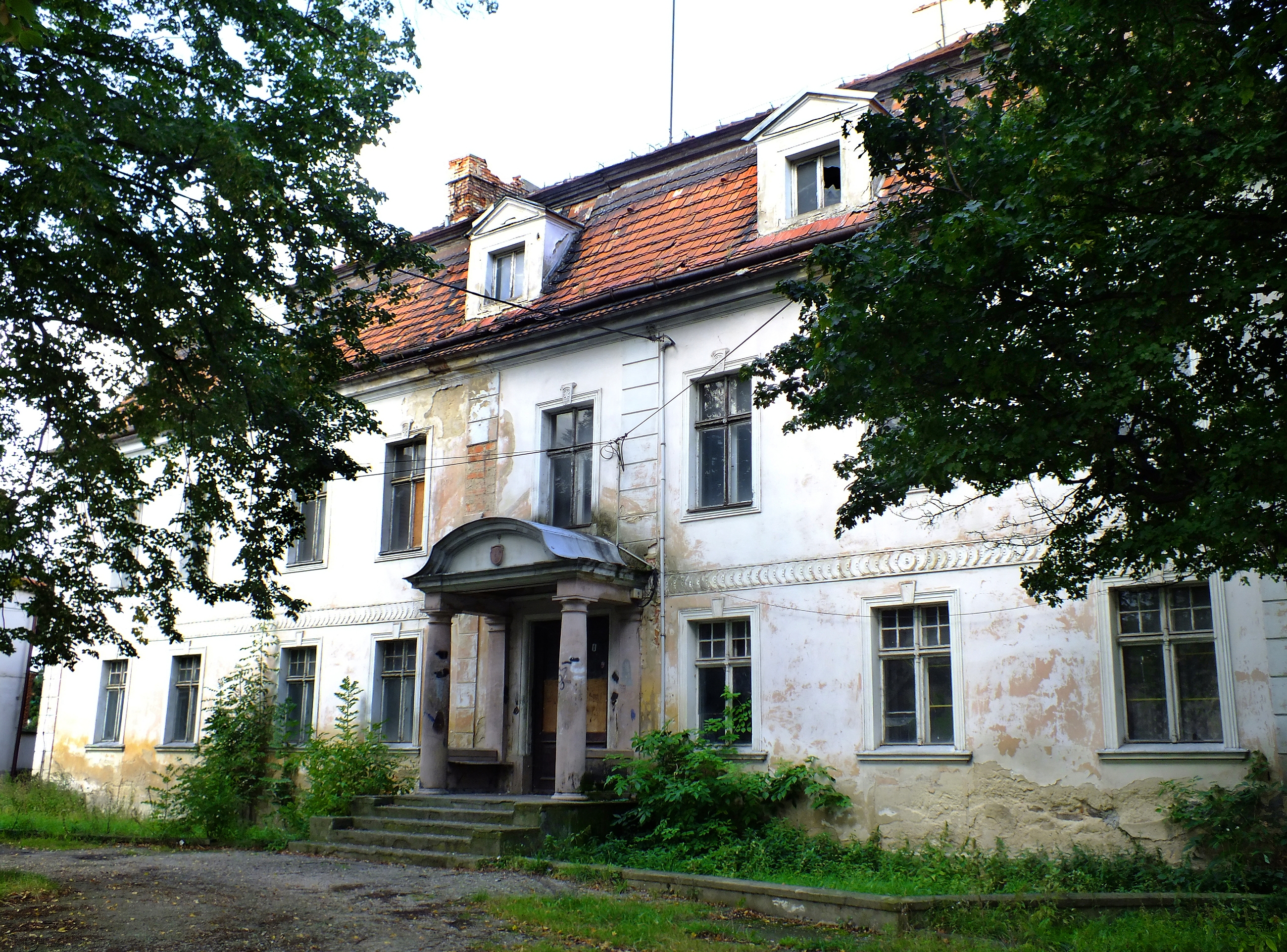
Schloss Cammerau

## Sehenswürdigkeiten
- Schloss Cammerau
- Schlosspark